# 네롤
네롤(Nerol)은 레몬그래스와 홉 등의 여러 휘발유에 포함된 모노테르펜이다. 네롤은 무색의 액체로 향수 제조에 쓰이며, 원래 네롤리 기름에서 분리해 얻었기 때문에 그 이름이 붙었다. 게라니올과 마찬가지로 장미향이 난다.
게라니올은 네롤의 이성질체로, 게라니올은 이중 결합이 트랜스 결합이다. 네롤은 쉽게 물을 내놓고 다이펜틴을 형성한다. 네롤은 베타-피넨을 열분해함으로써 합성이 가능하며, 이 과정에서 미르센도 얻을 수 있다. 이 미르센을 옥시염소화시키면 여러 이성질체 염화물이 생성되는데, 이 중 하나가 네릴아세트산염으로 변화한다.

## 같이 보기
- 시트랄
- 시트로넬롤
- 게라니올